# 암스테르담 시립 미술관

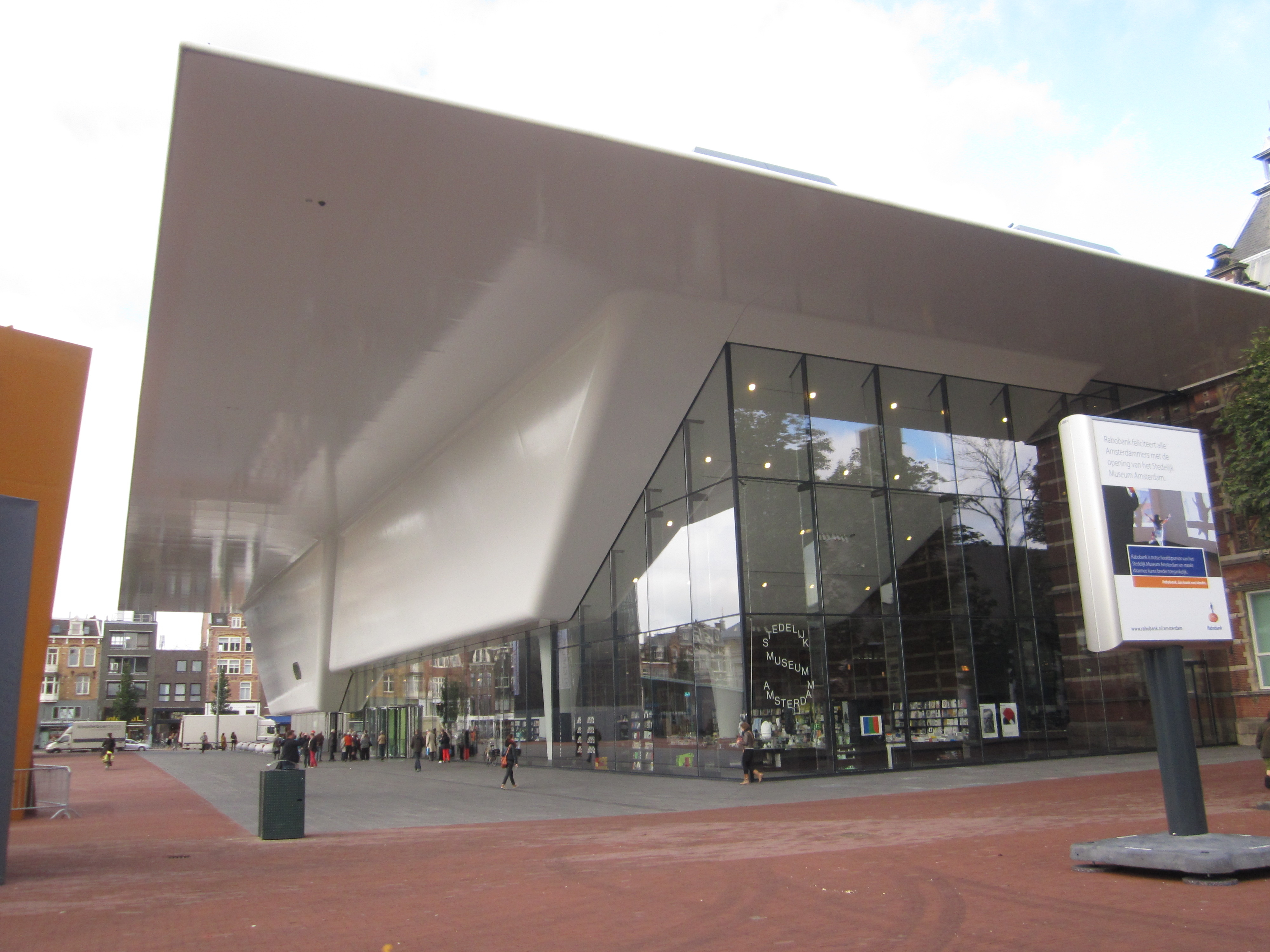
암스테르담 시립 미술관

암스테르담 시립 미술관(네덜란드어: Stedelijk Museum Amsterdam)은 네덜란드 암스테르담에 있는 근현대 미술을 대상으로 하는 미술관이다.

## 같이 보기
- 가장 큰 미술관 목록